# خط طول 65° غرب
خط طول 65° غرب هو أحد خطوط الطول الجغرافية، والتي تمتد من القطب الشمالي الجغرافي إلى القطب الجنوبي الجغرافي، وحسب التحويل الزمني يتأخر خط طول 65° غرب عن خط غرينتش بـ4 ساعات و20 دقيقة.

## من القطب إلى القطب
ينطلق خط طول 65° غرب من القطب الشمالي نحو القطب الجنوبي مرورا بالمناطق التي ترد في الجدول التالي:
| الإحداثيات                         | البلد أو الإقليم أو البحر | ملاحظات |
| ---------------------------------- | ------------------------- | --- |
| 90°0′N 65°0′W / 90.000°N 65.000°W  | المحيط المتجمد الشمالي    | |
| 83°18′N 65°0′W / 83.300°N 65.000°W | بحر لنكولن                | |
| 82°54′N 65°0′W / 82.900°N 65.000°W | كندا                      | نونافوت — جزيرة إليسمير |
| 81°20′N 65°0′W / 81.333°N 65.000°W | مضيق ناريس                | |
| 80°46′N 65°0′W / 80.767°N 65.000°W | جرينلاند                  | |
| 76°1′N 65°0′W / 76.017°N 65.000°W  | خليج بافن                 | |
| 70°0′N 65°0′W / 70.000°N 65.000°W  | مضيق دافيس                | |
| 68°3′N 65°0′W / 68.050°N 65.000°W  | كندا                      | نونافوت — بافن (جزيرة) |
| 70°0′N 65°0′W / 70.000°N 65.000°W  | مضيق دافيس                | خليج كمبرلاند ساوند [لغات أخرى]‏ |
| 64°29′N 65°0′W / 64.483°N 65.000°W | كندا                      | نونافوت — Christopher Hall Island, the Leybourne Islands وبافن (جزيرة) |
| 62°29′N 65°0′W / 62.483°N 65.000°W | مضيق دافيس                | |
| 61°52′N 65°0′W / 61.867°N 65.000°W | كندا                      | نونافوت — Edgell Island وResolution Island |
| 61°24′N 65°0′W / 61.400°N 65.000°W | مضيق هدسون                | |
| 60°10′N 65°0′W / 60.167°N 65.000°W | كندا                      | كيبك نيوفاوندلاند واللابرادور — لابرادور, من 54°55′N 65°0′W / 54.917°N 65.000°W Quebec — من 51°45′N 65°0′W / 51.750°N 65.000°W                                                  |
| 50°16′N 65°0′W / 50.267°N 65.000°W | خليج سانت لورنس           | |
| 49°13′N 65°0′W / 49.217°N 65.000°W | كندا                      | كيبك — غاسبيزيا |
| 48°7′N 65°0′W / 48.117°N 65.000°W  | Chaleur Bay               | |
| 47°50′N 65°0′W / 47.833°N 65.000°W | كندا                      | نيو برونزويك |
| 45°33′N 65°0′W / 45.550°N 65.000°W | خليج فندي                 | |
| 45°5′N 65°0′W / 45.083°N 65.000°W  | كندا                      | نوفا سكوشا |
| 43°46′N 65°0′W / 43.767°N 65.000°W | المحيط الأطلسي            | مرورا بغرب برمودا (في 32°17′N 64°54′W / 32.283°N 64.900°W) |
| 18°23′N 65°0′W / 18.383°N 65.000°W | جزر العذراء الأمريكية     | جزيرة سانت توماس (جزر العذراء الأمريكية) |
| 18°21′N 65°0′W / 18.350°N 65.000°W | البحر الكاريبي            | مرورا بغرب the جزيرة سينت كروا, جزر العذراء الأمريكية (في 17°41′N 64°54′W / 17.683°N 64.900°W) · مرورا بشرق La Tortuga Island, فنزويلا (في 10°54′N 65°12′W / 10.900°N 65.200°W) |
| 10°4′N 65°0′W / 10.067°N 65.000°W  | فنزويلا                   | |
| 1°11′N 65°0′W / 1.183°N 65.000°W   | البرازيل                  | الأمازون (ولاية) روندونيا — من 9°20′S 66°0′W / 9.333°S 66.000°W |
| 12°0′S 65°0′W / 12.000°S 65.000°W  | بوليفيا                   | |
| 22°5′S 65°0′W / 22.083°S 65.000°W  | الأرجنتين                 | |
| 40°46′S 65°0′W / 40.767°S 65.000°W | المحيط الأطلسي            | خليج سن متياس [لغات أخرى]‏ |
| 42°7′S 65°0′W / 42.117°S 65.000°W  | الأرجنتين                 | |
| 43°16′S 65°0′W / 43.267°S 65.000°W | المحيط الأطلسي            | مرورا عبر the مضيق لو مير between الجزيرة الكبرى لأرض النار (في 54°39′S 65°6′W / 54.650°S 65.100°W) و جزيرة الدول (في 54°50′S 64°45′W / 54.833°S 64.750°W), الأرجنتين           |
| 60°0′S 65°0′W / 60.000°S 65.000°W  | المحيط الجنوبي            | |
| 65°55′S 65°0′W / 65.917°S 65.000°W | القارة القطبية الجنوبية   | Territory المطالب الإقليمية بالقارة القطبية الجنوبية by الأرجنتين, تشيلي و the المملكة المتحدة                                                                                  |